# ChemPlusChem
ChemPlusChem — науковий журнал, який видає Wiley-VCH від імені ChemPubSoc Europe. Журнал був заснований у 1929 році Емілем Воточеком і Ярославом Гейровським як Collection of Czechoslovak Chemical Communications. У 2012 році він змінив назву на ChemPlusChem і зараз публікує дванадцять номерів на рік. Публікуються роботи з усіх галузей хімії.
Імпакт-фактор у 2020 році становив 2,863. Згідно зі статистичними даними Web of Science, цей імпакт-фактор ставить журнал на 95 місце серед 178 журналів у категорії Мультидисциплінарна хімія.